# Куземино (Владимирская область)
Куземино — опустевшая деревня в Ковровском районе Владимирской области России, входит в состав Клязьминского сельского поселения.

## География
Деревня расположена в 15 км на юго-восток от центра поселения села Клязьминский Городок и в 29 км на восток от райцентра города Ковров.

## История
В конце XIX — начале XX века деревня входила в состав Санниковской волости Ковровского уезда, с 1926 года — в составе Осиповской волости. В 1859 году в деревне числилось 12 дворов, в 1905 году — 17 дворов, в 1926 году — 8 дворов.
С 1929 года деревня входила в состав Петровского сельсовета Ковровского района, с 1940 года — в составе Санниковского сельсовета, с 2005 года — в составе Клязьминского сельского поселения.

## Население
| 1859 | 1905 | 1926 | 2002 | 2010 | 2021 |
| ---- | ---- | ---- | ---- | ---- | ---- |
| 112  | ↘44  | ↗46  | ↘0   | →0   | →0   |